# بورتشارد كرانيتش
بورتشارد كرانيتش (نحو 1515-1578) (المعروف أيضًا باسم الدكتور بوركوت)، مهندس تعدين وطبيب قدم إلى إنجلترا من ألمانيا. شارك في مشاريع التعدين في ديربيشاير وكورنوال وفي فحص الخامة السوداء، التي جلبها مارتن فروبيشر إلى إنجلترا من جزيرة بافن وكان يُعتقد أنها غنية بالذهب. مارس العمل لاحقًا بصفة طبيب في لندن، حيث حظي بسمعة متفاوتة، ويُقال إنه اعتنى بإليزابيث الأولى عندما أصيبت بالجدري. أُشير إليه في عدد من الأعمال الأدبية المنشورة في عهدي إليزابيث الأولى وجيمس الأول.

## مسيرته المهنية المبكرة
كُتبت نسبة كرانيتش بأشكال مختلف في الوثائق الموجودة؛ تشمل التهجئات المعاصرة Cranye وCranach وCranicke وCranegh وCraneigh وCraneighe وCraunighe وKranyke. أُشير إليه أيضًا في بعض الوثائق باسم «بورتشارد»، كما لو أنها نسبته، وبعد ذلك باسم «الدكتور بوركوت». قيل إنه وُلد في جنوب ألمانيا، وتُشير نسبته وفقًا لبينيل إلى أنه ينحدر من كروناخ في فرنكونيا العليا بالقرب من إرتسغيبيرغه، وهي منطقة تعدين.
قدم إلى إنجلترا في عهد ماري الأولى، وذُكر لأول مرة في وثائق الدولة في 3 يونيو 1553 («بدلة بورغارد تُلامس المناجم»). وفقًا لواليس، ربما كان كاثوليكيًا يحاول تجنب تقلبات الإصلاح البروتستانتي في القارة. حصل في 29 مايو 1554 على ترخيص صالح لعشرين عامًا «للتنقيب وفتح الأرض والتذويب والتقسيم (أي فصل المعادن) والبحث عن جميع أنواع المعادن» وفقًا لعقد أبرمه في 18 مايو من ذلك العام. شملت المزايا حظرًا يمنع الآخرين من استخدام أساليبه لمدة بلغت ست سنوات.
عمل بدايةً في ماكيني في ديربيشاير، حيث أقام طاحونة مائية على الضفة المقابلة لميلفورد، بالقرب من الجسر الحالي شمالي دوفيلد، وبنى طاحونة صهر هي الأولى من نوعها، لاستخراج الرصاص من الخامة التي أُحضرت من باريل إيدج، أي باريل إيدج في ويركسوورث، حيث يمتد عِرق الرصاص المُسمى غودبيهير أسفل بلاك روكس وباريل إيدج، بالقرب من الطريق الروماني الذي يمتد من ويركسوورث إلى ميلفورد عبر شيفين. تُشير الإفادات المأخوذة في 1582 إلى أنه غادر ديربيشاير في 1554، بعد أن سمع عن فرص أفضل للتعدين في كورنوال وديفون.
استأجر في كورنوال الدير البندكتي السابق لسانت سيريك وسانت جولييت بالقرب من سانت ويب، وحول مطحنة دقيق من القرن الرابع عشر في لرين القريبة إلى منزل صهر للخامة الغنية بالفضة وبتكلفة 300 جنيه إسترليني. منحته دوقية كورنوال قرضًا لتمويل المشروع. وُجه جون تريلاوني وجون تريدنيك وتوماس تريفري في 1557 لتولي مسؤولية المناجم التي اكتشفها كرانيتش، وقدمت دوقية كورنوال قرضًا بقيمة 600 جنيه إسترليني لتمويل المشروع. على الرغم من إنتاج كمية كبيرة من الرصاص، فإن الإنتاج المتوقع من النحاس والفضة لم يتحقق. أُرسل الرصاص إلى تريفري الذي توفي في 1563، لينتقل بعدها إلى يد ابنه جون الذي رفض تسليمه إلى كارنسيو وتريدنيك، الذين استلما المناجم وكانا مسؤولين عن سداد القرض. إن نتيجة دعوى محكمة الإنصاف لاستعادة الرصاص مجهولة. قيل إن كرانيتش سُجن في مرحلة ما بسبب الديون، في مارشالسي في لندن.
ينسب لويس الفضل إلى كرانيتش في إدخال ابتكارات مفيدة في أعمال القصدير إلى مصنع تعدين السير فرانسيس غودلفين خلال السنوات التي قضاها في كورنوال، من بينها الكسارة الهيدروليكية والأساليب المحسنة لتحضير الخامة، فضلًا عن استخدام الفحم وقودًا للصهر عوضًا عن الخث التقليدي. ويعترف لويس أيضًا بإمكانية أن تُنسب هذه الابتكارات إلى دانيال هوخستيتر. من ناحية أخرى، يذكر ريتشارد كارو «أنقاض بعض المناجم وبقايا دار صقل» ما يدل على «مسعى كرانيتش العبثي في البحث عن خامة الفضة» في كورنوال. بعد أن غادر كرانيتش كورنوال، أعد ويليام كارنسيو مذكرة من 16 صفحة «عن مناجم الفضة والرصاص في كورنوال وأنشطة الدكتور بورتشارد كرانيتش» استجابة لطلب بيرس إدجكومب من كوتيلي للحصول على معلومات حول الربحية المحتملة من المناجم. كان من بين المسائل التي تغطيها المذكرة «الكثير من النزاعات والجدالات التي خاضها كرانيتش مع رعاته». وفقًا لواليس، فشلت شركات التعدين التابعة لكرانيتش في غرب إنكلترا، وانتقل إلى لندن.
منحت إليزابيث الأولى كرانيتش الإقامة في 14 يونيو 1561. مارس الطب في لندن، وأصبح يُعرف باسم «الدكتور بوركوت». لقيت قدراته الطبية التقدير من قبل كثيرين، منهم جون سومرز، الذي أرسل رسالة من البلاط إلى السير نيكولاس ثروكمورتون في 29 أغسطس 1562 قائلًا فيها إن «سيدتي ماركيز» كانت مريضة جدًا باليرقان، وأنه على الرغم من يأس بعض الأطباء من علاجها، فإن «بوركوت الهولندي، يؤدي عملًا جيدًا عند الحاجة».
أُصيبت الملكة بالجدري في أكتوبر 1562، وذكرت عدة مصادر حديثة أنها شُفيت على يد كرانيتش. تقول القصة إن كرانيتش استُدعي عندما مرضت الملكة أول مرة في 10 أكتوبر. شخص كرانيتش مرضها على أنه الجدري، «فطردته عندها معتبرة إياه أحمقًا». لكن شدة مرضها ازدادت بحلول 16 أكتوبر لدرجة أنها فقدت الوعي، ما أثار نقاشًا قلقًا بين مستشاريها عن الخلافة. يُقال إن هنري كاري بارون هونسدون الأول، أجبر كرانيتش، «على حد الخنجر وفقًا للبعض»، على استئناف علاجه للملكة. أمر كرانيتش بإعطائها دواء كان قد ابتكره، ولفها بالفلانيل الأحمر ووضعها على مقربة من النار. قيل إن الملكة استعادت وعيها في غضون ساعتين. وفقًا لفوت، كافأت كرانيتش بمنحة أوقفها السير ويليام سيسيل. وتُشير مصادر أخرى إلى أنه حصل على 100 مارك في 1562. لكن البعض شكك بهذه القصة. يصف بينيل حكاية تهديد هونسدون لكرانيتش بخنجر على أنها «اختراع لاحق»، ويلاحظ بروكس أن المصدر النهائي لقصة علاج كرانيتش للملكة هو مذكرات السير ريتشارد كارو، ابن مؤلف مسح كورنوال (1602). يتذكر كارو، الذي كتب بعد 1628، مأدبة عشاء في منزل والده في 1601 أو نحو ذلك روى خلالها والده وثلاثة من أقاربه الآخرين قصصًا عن كرانيتش، منها قصة علاجه لجدري الملكة. لكن إريكسون تشير إلى وجود «تناقضات كبيرة» بين رواية كارو، التي كُتبت بعد عقود من وقوعها، ورسائل السفير الإسباني دي كوادرا آنذاك؛ وتخلص إلى أن علاج بوركو للملكة محتمل، إلا أن رواية كارو غير دقيقة.
سجل جون نيتلتون أيضًا أن الملكة أرسلت كرانيتش لعلاج إليزابيث بلانتاجنيت (توفيت في 1569)، ابنة آرثر بلانتاجنيت فيكونت ليسلي الأول، خلال مرضها الأخير.
قيل إن كرانيتش تعاون مع كريستوفر شوتز في تطوير استخدام غسول الكالامين في علاج الحروق الناجمة عن الأفران المستخدمة في الصهر.
حصل في 22 يونيو 1563 على ترخيص مدته عشرين عامًا لصنع محركات «لتصريف المياه» وفقًا لتصميم جديد أتقنه حديثًا. كانت رخصته مماثلة لمنحة سابقة لجون ميدلي، لكن كرانيتش مُنح صلاحيات إضافية تشمل التصريف في المناجم القديمة والمهجورة.

## سنواته الأخيرة
ذكر ريتشارد إيدن في 1573، ضمن طلبه المقدم للحصول على ترخيص من الملكة «لتركيب أدوية باراسيلسوس الرائعة من المعادن والفلزات»، «بروكاردوس» بصفته أحد الأجانب المسموح لهم بذلك. وفقًا لكامبل، فإن «بروكاردوس» هو شكل لاتيني من اسم «بورتشارد»، وبالتالي فإن التماس إيدن دليل على انخراط كرانيتش في الكيمياء في إنجلترا آنذاك.